# Liu Qiang (boxe anglaise)
Liu Qiang est un boxeur chinois né le 24 décembre 1982 à Anshan, dans la province du Liaoning.

## Carrière
Sa carrière amateur est marquée par une médaille d'argent aux championnats d'Asie d'Incheon en 2011 dans la catégorie poids légers.

## Palmarès

### Jeux olympiques
- Éliminé au deuxième tour par Yasniel Toledo des Jeux de 2012 à Londres, Royaume-Uni

### Championnats d'Asie de boxe amateur
- Médaille d'argent en -60 kg en 2011 à Incheon, Corée du Sud